# 坦圣马丹
坦圣马丹（法語：Thun-Saint-Martin，法語發音：[tœ̃ sɛ̃ maʁtɛ̃]）是法国上法兰西大区北部省的一个市镇，位于该省东南部，属于康布雷区。

## 地理
坦圣马丹（50°13'28"N, 3°17'46"E）面积6.03 平方千米，位于法国上法蘭西大區北部省，该省份为法国最北部的省份及最长的省份，西北濒北海，西接加来海峡省，南至埃纳省和索姆省，东与比利时接壤。
与坦圣马丹接壤的市镇（或旧市镇、城区）包括：伊维、埃科德夫尔、纳沃、坦莱韦克。
坦圣马丹的时区为UTC+01:00、UTC+02:00（夏令时）。

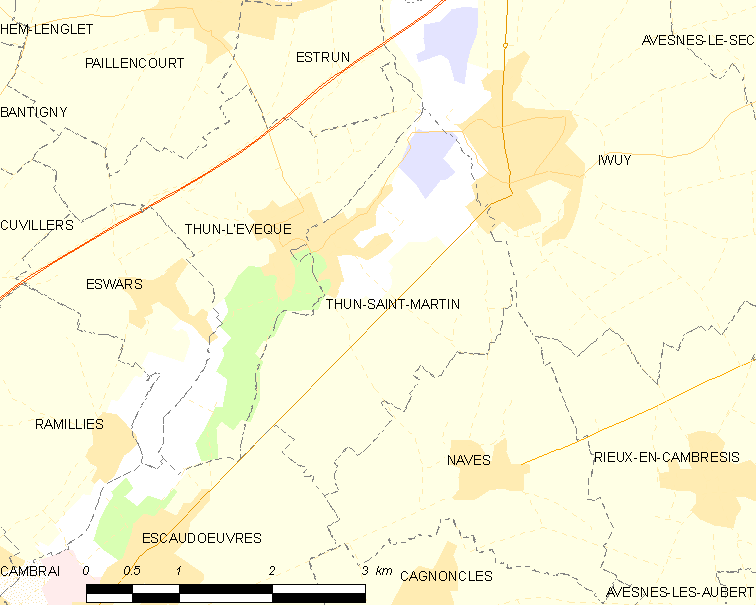
坦圣马丹的OSM定位图

## 行政
坦圣马丹的邮政编码为59141，INSEE市镇编码为59595。

## 政治
坦圣马丹所属的省级选区为康布雷县。

## 人口

1962-2008年间坦圣马丹人口变化图示

坦圣马丹于2022年1月1日时的人口数量为542人。